# Colonsay, Saskatchewan
Colonsay är en ort i Kanada.   Den ligger i provinsen Saskatchewan, i den centrala delen av landet, 2 300 km väster om huvudstaden Ottawa. Colonsay ligger 530 meter över havet och antalet invånare är 475.
Terrängen runt Colonsay är mycket platt. Trakten runt Colonsay är nära nog obefolkad, med mindre än två invånare per kvadratkilometer.. Det finns inga andra samhällen i närheten.
Trakten runt Colonsay består till största delen av jordbruksmark.